# Genealogiae regum Anglorum
La Genealogiae regum Anglorum o compilació ànglia és un conjunt de documents antics on surten les genealogies dels reis anglosaxons, llistes de bisbes i de papes. En total són quatre, dos dels quals es conserven a la Biblioteca Britànica, un altre a la biblioteca del Corpus Christi College que pertany a la Universitat de Cambridge i un altre, que pertanyia a la catedral de Rochester i que està actualment en els arxius de Medway.

## Descripció de la compilació
Tots els manuscrits semblen derivar d'una mateixa font d'informació, actualment perduda. Basat en el contingut i en les divergències, Dumville ha datat la seva creació en l'any 796 a Mèrcia. Tant les genealogies reials com les llistes episcopals formaven part d'una compilació original, i els manuscrits que han sobreviscut s'han desviat conjuntament dels originals en diversos graus. Tots ells inclouen les genalogies dels reis de Deira, Bernícia, Mèrcia, Lindsey, Kent i de l'Ànglia de l'Est. Tres dels manuscrits (C, T i R) contenen a més la genealogia dels reis de Wessex i les dels de Northúmbria. Aquest podria ser el material omès o perdut en el quart manuscrit (V) més que una addició en els altres tres. Les genealogies estan en ordre invers, comencen pel nom d'un governant de l'època i tot seguit s'esmenten en ordre els seus avantpassats fins a arribar a Woden, i en les nissagues dels monarques de Lindsey i de Wessex la llista va més enllà. També hi ha llistes de papes i de bisbes que es van anar ampliant en fer còpies noves, però amb l'excepció de la nissaga de Wessex, les llistes reials han romàs gairebé invariables llevat d'alguna errada. Dumville creu que va haver un text elaborat a Northúmbria precursor de la col·lecció ànglia el qual va servir com a font documental per escriure la Historia Brittonum, un text que podria datar d'entre la dècada del 760 i la del 770.

## Característiques de cada manuscrit
| versió | localització                                          | nom de l'arxiu |
| ------ | ----------------------------------------------------- | --- |
| V      | Biblioteca Britànica                                  | col·lecció Cotton, Vespasià B-VI. fols. 104—109                                                                    |
| C      | Biblioteca Parker, Corpus Christi College (Cambridge) | CCCC 183 fols. 59—67                                                                                               |
| T      | Biblioteca Britànica                                  | Cotton MS. Tiberius, B-V., pt. 1, Miscel·lània anglosaxona fols. 2—73,77—88, i Cotton MS. Neró D-II, fols. 238;241 |
| R      | Catedral de Rochester                                 | A.3.5, Textus Roffensis fols. 102—118                                                                              |

### Vespasià (V)
Aquest és el manuscrit més antic i és una branca separada diferent de les altres versions. Està fet per la mà d'un sol escriba, el qual va emprar la cal·ligrafia típica de Mèrcia per anotar genealogies de reis, i llistes de bisbes des de l'any 805 o 814 cap enrere. Altres escribes de Mèrcia en èpoques posteriors van actualitzar les llistes episcopals, primer fins al 833 i després fins al segle xii, mentre que la llista de papes està actualitzada fins a arribar a Adrià II, papa del segle ix. Els fulls que contenen la compilació ànglia no tenen semblança amb la resta del còdex en què es van trobar i probablement només van estar cosides a aquest còdex des de l'època en què van entrar a formar part de la col·lecció Cotton. Les pàgines que contenen la compilació ànglia actualment estan separades del volum on eren i es guarden a banda amb el nom de catàleg: Vespasià B-VI/1.

### Parker CCCC (C)
El manuscrit Parker forma part d'un volum més extens, tot ell escrit per un mateix grup d'escribes, els quals empraven la cal·ligrafia anglocelta. Aquesta versió inclou un manuscrit de la Vita Sancti Cuthberto de Beda. Aquest volum es va fer al sud-oest d'Anglaterra, potser a Glastonbury, i més tard, durant l'edat mitjana, va estar conservat al priorat de la catedral de Durham. Al començament del còdex hi ha una il·lustració d'un rei que presenta un llibre a un sant, i es creu que podria ser sant Cuthbert, Etelstan i el llibre podria ser rei la Vita sancti Cuthberto escrit el 930, data que encaixa amb el gairebé tot el període que abasta la llista dels bisbes. Això fa pensar que s'hauria fet dins del regne de Wessex entre el 934 i el 937. El manuscrit C, juntament amb el T i el R contenen informació que no està en el manuscrit V. Tots tres tenen les llistes reials de Northúmbria i de Mèrcia i una de les nissagues de Wessex. el costum d'actualitzar dades fa pensar que el manuscrit anterior en què es basen les tres còpies es va fer a Mèrcia vers l'any 840, abans de ser traslladat a Wessex. En la llista de reis de Mèrcia és on el manuscrit C divergeix més de les altres dues còpies. La llista de reis de Mèrcia només té dues anotacions afegides.

### Tiberi (T)
El manuscrit T forma part d'un text sobre geografia, astrologia i càlcul. Aquest volum es va fer al sud d'Anglaterra, probablement durant el segon quart del segle xi, encara que la informació sobre genealogies que conté està actualitzada fins a la dècada del 990. La informació referent a la compilació ànglia sembla que es el manuscrit fet per un copista de Canterbury, d'un original que estava a Christ Church però que es va perdre; llavors el manuscrit va passar a Winchester i allà, basat en aquest text es va fer la Crònica de Winchester. La llista genealògica dels reis de Wessex és més extensa tan per les èpoques remotes (enllaçant fins a Adam) com per les èpoques recents (enllaçant fins als dos fills del rei Edgard el Pacífic), és a dir des de l'època bíblica i acabant l'any 969. Sembla que va estar a Glastonbury abans d'anar a Canterbury. Les llistes genealògiques tenen arranjaments barroers i moltes errades, la que més crida l'atenció és una taca que engloba la llista Northúmbria i la de Mèrcia.
Les errades i altres trets característics del manuscrit T fan que se l'hagi identificat amb el text en què es van basar altres textos d'Islàndia. Un grup de fulls de la biblioteca de P. H. Resen (1625—1688) que daten de poc després de mitjan segle xiii contenen les nissagues reials de Deira, Kent i Wessex, fins a arribar a la secció anomenada Sescef, que enllaça amb el déu Woden. Anthony Foulkes ha suggerit que aquesta podria ser una còpia d'un grup de notes escollides que es van prendre del manuscrit T i es van portar a Islàndia, on van ser el fonament en què Snorri Sturluson es va basar per escriure l'Edda prosaica i en què Langfeðgatal es va basar per fer la part de les llistes de dinasties escandinaves que enllaça amb l'antiguitat.

### Textus Roffensis(R)
El volum que conté el manuscrit R es va fer a Rochester poc abans de l'any 1122, emprant una font comuna amb el manuscrit T. Encara que un mateix escriba va fer tot el còdex, sembla que en un principi van ser dos manuscrits separats que després es van enquadernar junts. El text de la compilació ànglia és força semblant al del manuscrit T, encara que algunes de les errades que conté el T es van corregir en aquest. Les darreres anotacions per actualitzar-lo es van fer l'any 990 a Canterbury.